# Derek Muller
Derek Alexander Muller, född 9 november 1982, är en australisk-kanadensisk producent och programledare inriktad på vetenskap. Han är känd för sin Youtube-kanal Veritasium.

## Karriär
Muller har medverkat i programmet Catalyst science sedan 2008. I januari 2011 skapade Muller sin Youtube-kanal Veritasium med fokus på vetenskap, utbildning och "annat som Muller finner intresseväckande". Ofta inleds hans videor genom att diskutera idéer och fysikaliska samband med allmänheten. Mullers arbeten har även blivit uppmärksammade av Scientific American, Wired, Gizmondo och i09. I juli 2022 hade Veritasium 12 miljoner prenumeranter och över 1,71 miljarder visningar.
Sedan 2011 har Muller fortsatt att vara på Catalyst och rapportera vetenskapliga historier från runtom världen, och på det australienska nätverket Ten, som 'why guy' i The Breakfast Program. I juli 2012 skapade Muller en andra Youtube-kanal, 2veritasium. Muller använder denna kanal till att ladda upp videor med tittarreaktioner samt annat extra innehåll.
Veritasiums videofilmer har fått flera positiva erkännanden. Vid 2012 Science Online vann videon "Mission Possible: Graphene" tävlingen Cyberscreen Science Film Festival och blev därför uppmärksammad i Scientific American som veckans video. En video som motbevisade en vanlig missuppfattning om att månen är närmare än vad den egentligen är visades på CBS News.
Muller har flera gånger producerat videofilmer som illustrerar fysikaliska samband som vid första anblicken kan verka överraskande och ointuitiva. I maj 2021 postade han en video med en vinddriven billiknande farkost som drevs i vindriktningen med hjälp av en stor propeller. Han visade att det var möjligt att få denna farkost att färdas fortare än vinden. En professor vid UCLA, Alexander Kusenko(en), hävdade att detta stred mot fysikaliska lagar, och slog vad om $10 000 att det inspelade förloppet måste bero på bristande kontroll av olika faktorer i experimentuppställningen. Muller antog vadet som bevittnades av Bill Nye and Neil deGrasse Tyson. I en efterföljande video genomfördes experimentet på ett mer noggrant sätt för att utesluta inverkan av omgivningsfaktorer, och Kusenko accepterade att han förlorat vadet.